# Mèn mén
Mèn mén hay còn gọi là cơm ngô là một món ăn của người H'Mông được làm từ ngô (bắp), xay nhỏ sau đó đem đồ giống như cách đồ xôi.

## Cách làm
Loại ngô làm mèn mén là loại ngô tẻ ở địa phương. Sau khi thu hoạch, ngô được phơi khô và tích trữ, khi cần thì lấy ra sử dụng. Ngô sau khi tách hạt, làm sạch sạn, rác sẽ được cho vào cối xay bằng đá xay cho tróc hết vỏ ngoài rồi sau đó xay nhuyễn. Bột ngô sau khi xay sẽ được trộn chung với nước, bóp cho đều rồi đổ vào chõ, chõ sẽ được đặt trong chảo nước để tiến hành công đoạn đồ. Thông thường người ta đồ ngô 2 lần để cho toàn bộ bột ngô được chín đều và chín hẳn để được thành phẩm là món mèn mén. Người H'Mông ăn mèn mén hằng ngày như người dưới xuôi ăn cơm. Mèn mén thường được ăn cùng với canh rau cải, thắng cố, óc đậu...